# Након
Након (Нако); ? — 965 или 966) — князь (вождь) славянского племени ободритов. Есть версия, что Након был великим князем союза ободритов или делил власть со Стойгневом.

## Биография
Впервые Након упоминается в «Деяниях саксов» Видукинда Корвейского как один из предводителей массового восстания славян против саксов Оттона I Великого.
После смерти другого ободритского князя, Стойгнева (предположительно брата Накона, как утверждал немецкий хронист Титмар Мерзебургский), Након в 955 году стал править самостоятельно.
После смерти в 936 году короля Генриха I Птицелова маркграф Геро вместе с представителем знатного саксонского рода Германом Биллунгом, главными опорами императора Оттона I на востоке Германии предприняли военный поход с целью сломить сопротивление славян и завершить их покорение и христианизацию.
Возникло массовое восстание, в котором особенно активное участие приняли ободриты, подвластные маркграфу Герману Биллунгу. Они воспользовались критической ситуацией, в которой оказался Оттон I в результате мятежа нескольких герцогов, недовольных его централизаторской политикой (восстание Людольфа 953/954 годов), и возобновившимися опустошительными набегами венгров. Сыновья умершего в 944 году Вихмана Старшего Вихман Младший и Экберт Одноглазый, недовольные своим дядей Германом Биллунгом, вступили против него в союз с вождями ободритов Наконом и Стойгневом. В начале 955 года маркграф предпринял поход против ободритов, но не добился успеха. «Убив до сорока воинов и захватив доспехи с убитых, Герман отступил», — писал Видукинд.
В апреле 955 года ободриты под предводительством Вихмана вторглись в Саксонию. И на этот раз войску Германа Биллунга оказалось не под силу дать отпор противнику. Какой-то саксонский город, местоположение которого неизвестно, поименованный хронистом как Кокаресцемий, был захвачен, его гарнизон перебит, а женщины и дети уведены в неволю. Положение еще больше обострилось после того, как немецкий отряд под командованием графа Дитриха, предпринявший вылазку на славянскую территорию, застрял в болоте, так что, писал Видукинд, «не было возможности ни сражаться, ни обратиться в бегство». От рук славян тогда погибли 50 тяжеловооруженных всадников. Эти военные успехи вдохновили ободритов в 955 году на массовое восстание, к которому присоединились и вильчане.
16 октября 955 года на территории ободритов у реки Раксы (Рекниц) произошло сражение, закончившееся жестоким поражением славян. Их предводитель князь Стойгнев был убит, а голова его выставлена на позор в поле; около 700 пленных победители обезглавили.
Вихман бежал к западным франкам, где продолжил вынашивать планы реванша. В результате битвы на Раксе восстание славян было подавлено.
Князь ободритов Након после гибели Стойгнева покорился немцам, вероятно, принял христианство, потому что затем последовали примерно тридцать лет мира, в ходе которого, по словам северогерманского хрониста Адама Бременского, славяне были христианами. Након и его преемники Накониды проживали в Мекленбурге, Старигарде, Старой Любеце, Ленцене (Лункине).
Арабский путешественник и автор путевых записок Ибрагим ибн Якуб (ок. 912—966), писал, что Након владел крепостью под названием Гарад «построенном на озере со сладкой водой». Тот же хронист называл Накона одним из четырёх славянских королей.
Его преемниками стали сыновья Мстивой и Мстидраг, отказавшиеся от христианства и снова восставшие против саксов.